# Higashisumiyoshi-ku (Osaka)
Higashisumiyoshi-ku (jap. 東住吉区) ist einer von 24 Stadtbezirken (ku) von Osaka, Japan.

## Geografie
Higashisumiyoshi-ku liegt im Süden Osakas zwischen den Bezirken Sumiyoshi-ku und Abeno-ku im Westen, Ikuno-ku im Norden, Hirano-ku im Osten und der Stadtgrenze im Süden.

## Geschichte
Der Stadtbezirk wurde am 1. April 1943 vom Sumiyoshi-ku abgetrennt.
Der Bezirk Higashisumiyoshi war einer der ersten, die angesichts der rapiden Überalterung der japanischen Gesellschaft eine lokale Kooperative zur Unterstützung älterer Menschen einrichtete.

## Sehenswürdigkeiten

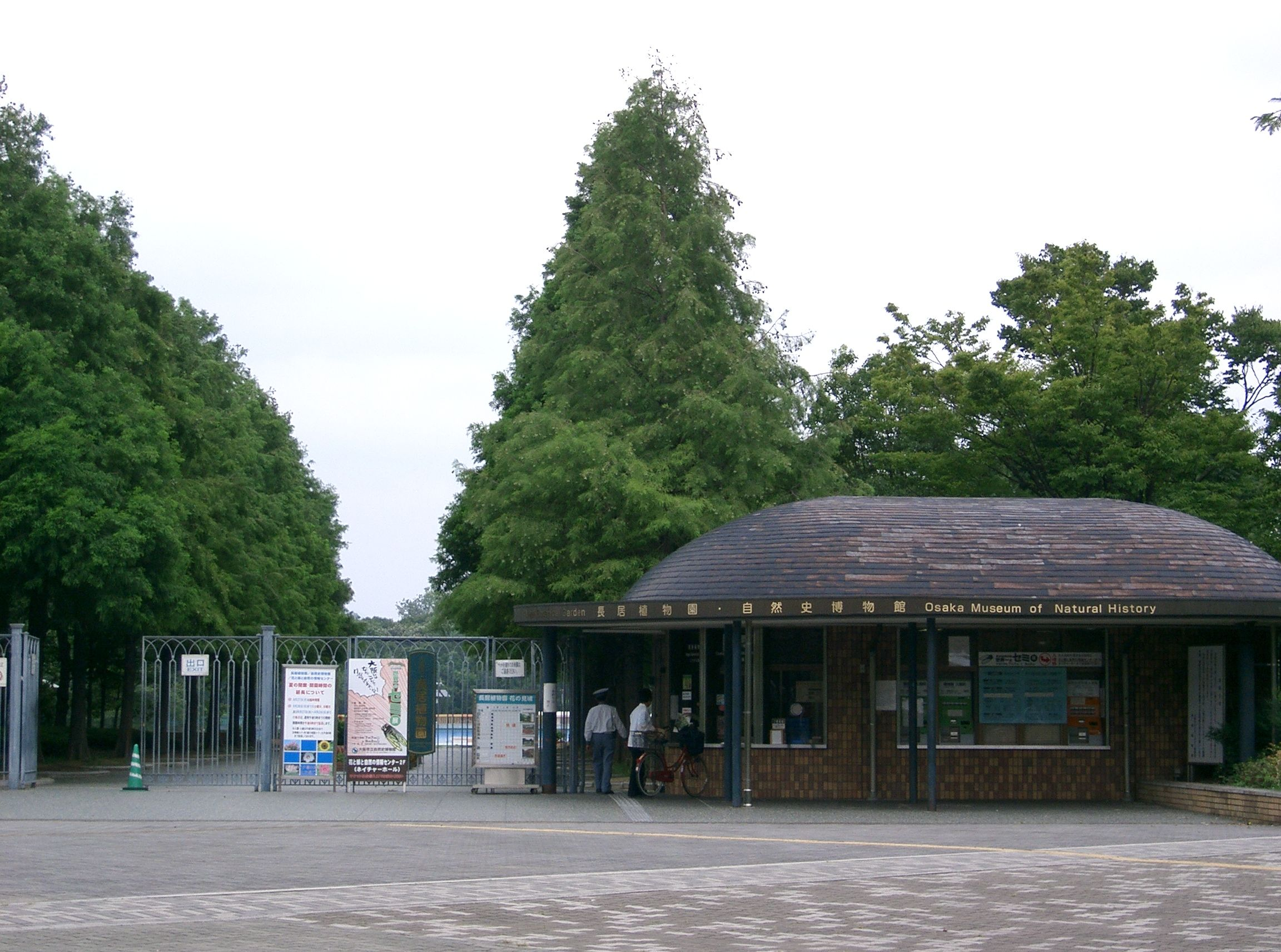
Botanischer Garten Nagai mit naturkundlichem Museum

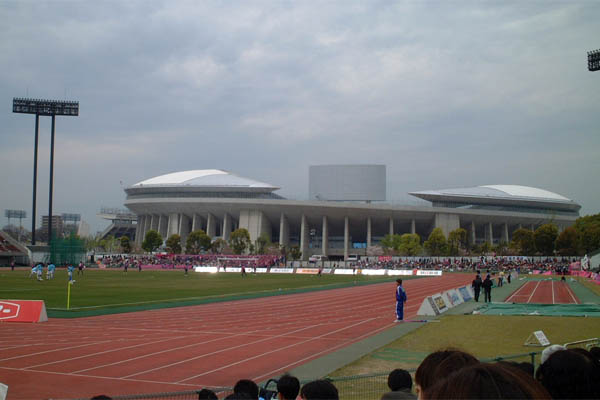
Das Nagai-Stadion

### Parks
- Nagai-Park
  - Botanischer Garten Nagai
  - Nagai-Stadion
- Urushizutsumi-Park
- Hirano-Shirasagi-Park

### Schreine
- Kuwazu-Tenjin-Schrein
- Enoki-Schrein
- Horakuji-Tempel
- Yamasaka-Schrein
- Nakai-Schrein
- Nakatomi-no-Sumuji-Schrein
- Joeiji-Tempel
- Amamikoso-Schrein
- Kareki-Hachiman-Schrein

### Denkmäler und Ruinen
- Ruinen der Kuwazu-Imagawa-Bank
- Harimichi Wegweiserstein
- Brunnen von Kakurinji
- Antiker Begräbnishügel von Sakekimizuka
- Gedenkstein zur Sanierung des Flusses Narutogawa
- Tempelruinen von Sumuji